# Galaxy Express 999: Eternal Fantasy
Galaxy Express 999: Eternal Fantasy (яп. 銀河鉄道999 エターナルファンタジー Гинга тэтсудо: сури наин эта:наруфантадзи:) — полнометражный аниме-фильм. Анимацией занималась студия Toei Animation, дистрибьютором фильма выступила компания Toei. Является продолжением сериала Галактический экспресс 999. В 1998 году, к 20-летию выхода аниме-сериала, был выпущен одноимённый 40-минутный фильм. Хотя в манге действие происходит спустя год после оригинальной манги, в самом фильме, согласно описанию в официальном релизе, действие происходит спустя год после «Конечная Станция „Андромеда“» (которая в оригинальной манге отсутствует). Тэцуро здесь снова имеет свой оригинальный облик из манги и сериала. Фильм охватывает примерно первые 4 главы и заканчивается открытым финалом.

## Сюжет
Спустя год после гибели Великой Андромеды на Земле окончательно погибают все мехари. Одновременно на Земле объявляется некий новый Тёмный Повелитель, который потихоньку внедряет новую политику, благодаря которой люди живут в полном достатке, ни в чём не нуждаясь. Это приводит к тому, что, поскольку у людей гораздо больше потребностей, то, дабы удовлетворить их все, Тёмный Повелитель жертвует земной природой и всего за год на Земле уничтожается весь природный фотосинтез. Сами люди, не знающие теперь себе не в чём отказа, в итоге превращаются в подобных мехарям полноватых бездельников, потерявших интерес к саморазвитию и презирающих в прямом смысле слова природу и всё естественное, из-за чего жители других планет теперь презирают землян. Всего за год все крупные мегаполисы Земли разделяются на два слоя: верхние, в которых живут всем довольные, и нижние, в который ссылают бунтовщиков и противников Правителя (в их числе и Тэцуро). Когда Тэцуро собираются казнить, Галактический Экспресс 999 вместе с Мэтэл таранит здание суда и увозит с собой Тэцуро. Тэцуро, хотя его на Земле теперь ничего не держит, с тяжёлым сердцем соглашается отправиться на Экспрессе в теперь уже бесцельное путешествие, но всё же решает, что кода-нибудь вернётся туда.
Очень скоро он выясняет, что конечная остановка у Экспресса всё же есть: он едет в некую Великую Светоносную галактику Энтернал (Вечность), которая находится в сверхгалактике Ультимэйт (Беспредельность), что в свою очередь расположена в центре самой Вселенной и, по словам Мэтэл, на ней построено всё мироздание. От Мэтэл же Тэцуро узнаёт и то, что Тёмный Повелитель, подобно Мехаимперии, аналогично хочет извести всех живых существ из плоти и крови путём уничтожения фундаментальных принципов существования. Как и в предыдущем путешествии на каждой встречной планете Экспресс совершает остановку, равную одному местному дню. И как и в прошлом путешествии в этом Тэцуро неоднократно сталкивается с людьми и существами, которые заставляют его задуматься о сущности бытия.

## В роли озвучивали
- Тэцуро Хосино: Масако Нодзава
- Мэйтел: Масако Икэда
- Капитан Харлок: Коити Ямадера
- Иселль: Норико Хидака
- Клэйр: Юко Минагути
- Проводник: Канэта Кимоцуки
- Хельмазария: Ёсико Сакакибара
- Отец Изелль : Кадзуя Татэкабэ
- Канон: Кэйко Тода
- Болказанда III: Киёюки Янада